# Poemanos

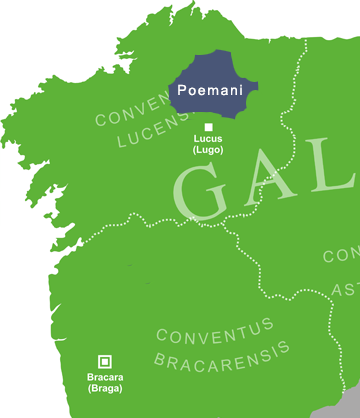
Localización aproximada del pueblo de los poemanos en la provincia romana de la Gallaecia.

Los poemanos (en latín: Poemani) eran una antigua tribu de Gallaecia, un pueblo galaico lucense que vivía en el norte de la actual Galicia, en la comarca de la Tierra Llana. Son conocidos por una inscripción encontrada en la muralla de Lugo. De acuerdo con algunos autores, es posible su relación xermánica, ya que el ara encontrada en Lugo estaba dedicada a la diosa protectora de la tribu germánica de los poemani, Poemana, que se asentaron en el año 600 en la provincia de Lugo.